# Oscar Niemeyer
(Il mondo è ingiusto)
Oscar Niemeyer, all'anagrafe Oscar Ribeiro de Almeida de Niemeyer Soares (Rio de Janeiro, 15 dicembre 1907 – Rio de Janeiro, 5 dicembre 2012), è stato un architetto brasiliano.
È stato uno dei più noti e importanti architetti a livello internazionale del XX secolo. Tra i pionieri nell'esplorazione delle possibilità costruttive ed espressive del cemento armato, collaborò per diversi anni con Le Corbusier.
Sebbene difensore dell'utilitarismo in architettura, le sue creazioni non hanno la blocky coldness frequentemente criticata dai critici postmoderni. I suoi edifici riflettono l'uso di forme dinamiche e curve così sensuali che molti ammiratori hanno visto in lui uno scultore di monumenti più che un architetto. A volte, alcuni critici hanno considerato questa sua cifra stilistica come un difetto.

## Biografia

### Prima giovinezza
Oscar Niemeyer nacque a Rio de Janeiro, nel quartiere di Laranjeiras, presso rua Passos Manuel, strada che in seguito sarebbe stata ridenominata in onore di suo nonno materno, il giurista Antônio Augusto Ribeiro de Almeida (nominato presidente del Tribunale supremo federale del Brasile dal 1896 al 1913 e procuratore generale della Repubblica dal 1898 al 1901), il 15 dicembre del 1907, figlio di Oscar de Niemeyer Soares, di remote origini tedesche per parte materna, e di Delfina Ribeiro de Almeida. Trascorse la giovinezza come un tipico ragazzo carioca del suo tempo, bohémien e relativamente incosciente riguardo al proprio futuro. Concluse gli studi secondari all'età di 21 anni e, nello stesso anno, sposò Annita Baldo, figlia di immigrati italiani originari di Padova. Il matrimonio gli diede un senso di responsabilità: decise di lavorare e di iniziare gli studi universitari.
Cominciò a lavorare nella tipografia del padre e si iscrisse all'Escola de Belas Artes, dalla quale uscì laureato come ingegnere e architetto nel 1934. In quegli anni ebbe difficoltà finanziarie, ma decise ugualmente di lavorare gratuitamente nello studio di architettura di Lúcio Costa e Carlos Leão. Si sentiva insoddisfatto dell'architettura che vedeva nelle strade e credette di aver trovato in questo campo una possibilità di carriera.
Nel 1945, già architetto discretamente conosciuto, si imbatté nel Partito comunista brasiliano. Niemeyer era un ragazzo negli anni della Rivoluzione russa e, durante il periodo della seconda guerra mondiale, divenne un giovane idealista. Era un comunista entusiasta, posizione politica che più tardi nella vita gli sarebbe costata. Durante la dittatura militare brasiliana, infatti, il suo lavoro fu duramente criticato ed osteggiato ed egli stesso fu costretto all'esilio in Europa. Il ministro dell'aeronautica dell'epoca riportò il fatto dicendo che "il posto per un architetto comunista è Mosca". Visitò Cuba e l'Unione Sovietica, dove ebbe modo d'incontrare diversi leader socialisti, oltre a divenire amico personale di alcuni di loro. Fidel Castro una volta disse: "Niemeyer ed io siamo gli ultimi comunisti su questo pianeta".

### Primi lavori
Nel 1936 Lúcio Costa fu designato dall'allora ministro dell'educazione Gustavo Capanema architetto dei nuovi quartieri generali per il ministero dell'educazione e della sanità pubblica a Rio de Janeiro. Nel 1939, Niemeyer assunse il comando del team di architetti (Lúcio Costa, Carlos Leão, Affonso Eduardo Reidy, Jorge Moreira, Ernani Vasconcellos, assieme a Le Corbusier agente come consulente nel 1936) responsabile per il ministero che assunse il compito di modellare il novo homem, Brasileiro e moderno (nuovo uomo, brasiliano e moderno).
Seguendo le richieste di Niemeyer, fu rinominato Palácio Gustavo Capanema nel 1985. Fu un convinto sostenitore dell'architettura dei grattacieli nel mondo, e a una scala più ampia di qualsiasi cosa Le Corbusier avesse costruito fino ad allora. Completato nel 1943, l'edificio che ospitava il regolatore e gestore della cultura e del patrimonio culturale brasiliano sviluppò tutti gli elementi dei quali si cominciava a parlare come movimento modernista brasiliano: utilizzò materiali e tecniche locali, come le piastrelle (azulejos) collegate alla tradizione portoghese; i rivoluzionati brise-soleil, resi regolabili, e collegati ai dispositivi ombreggianti dei mori dell'architettura coloniale; vivaci colori; i giardini tropicali di Roberto Burle Marx; la Palma Imperiale (Roystonea oleracea); ulteriori allusioni all'icona del panorama brasiliano; gli speciali lavori su commissione di artisti brasiliani.
Nel 1939 Niemeyer e Lúcio Costa disegnarono il padiglione brasiliano al New York World's Fair (in collaborazione con Paul Lester Wiener). Impressionato dall'esecuzione del padiglione il sindaco Fiorello La Guardia onorò Niemeyer con le chiavi della città di New York. Costa spiegò che il padiglione brasiliano adottava un linguaggio di grazia e eleganza, luminosità e fluidità spaziale, piani aperti, curve e muri liberi, nei quali il termine Ionic, contrasta con il rigido stile dell'architettura modernista, denominato "Doric". Dalla metà del ventesimo secolo, il movimento modernista brasiliano è stato riconosciuto come il primo stile nazionale nella moderna architettura (Reyner Banham). Il periodo dell'architettura internazionale che va dagli anni quaranta agli anni cinquanta dedicò centinaia di pagine ditirambiche alla terra scelta dalla più originale e audace architettura contemporanea, seguite da monografie su singoli architetti come Oscar Niemeyer e Affonso Eduardo Reidy.

### Il progetto di Pampulha

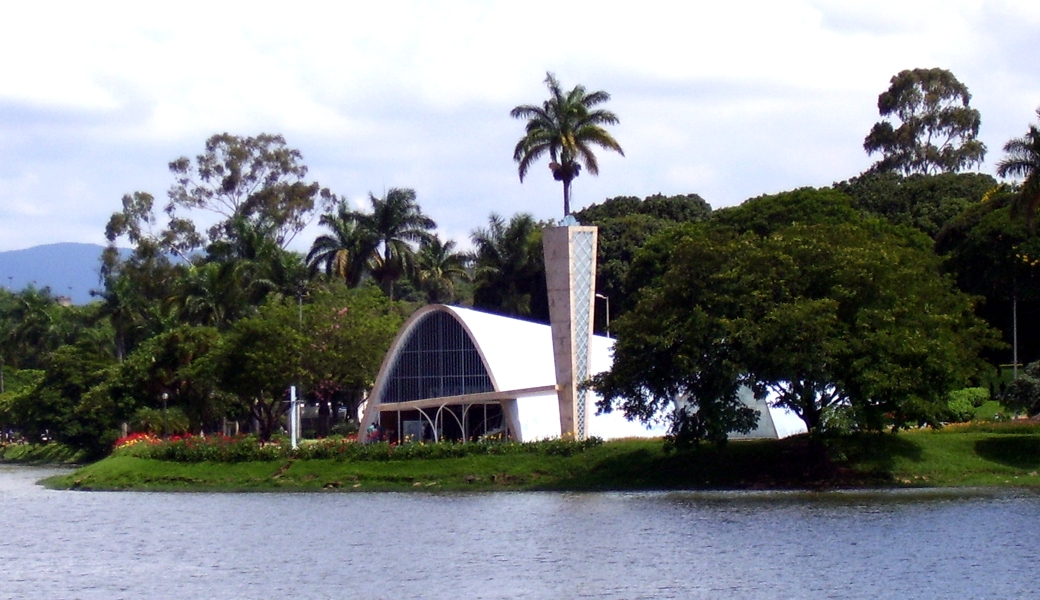
Chiesa di San Francesco d'Assisi, Belo Horizonte, Minas Gerais, Brasile

Nel 1940 Niemeyer incontrò Juscelino Kubitschek de Oliveira, che era al tempo il sindaco di Belo Horizonte, capitale dello Stato del Minas Gerais. Lui e il governatore dello Stato Benedito Valadares volevano sviluppare un nuovo quartiere a nord della città chiamato Pampulha, e commissionarono a Niemeyer il disegno di una serie di edifici che si conosceranno in seguito come il "complesso Pampulha". Il primo monumento moderno in Brasile fu la chiesa di San Francesco d'Assisi di Niemeyer, a Pampulha, fatta parte dei canoni artistici nazionali nel 1943, un anno dopo il suo completamento. Il complesso includeva un casinò, una discoteca, e un ristorante, uno yacht club, un golf club, e 100 stanze d'hotel (non costruito), distribuiti attorno al lago artificiale. Un ritratto del sindaco fu costruito vicino al lago.
L'edificio fu completato nel 1943, e provocò alcune controversie. Ricevette l'acclamazione internazionale dopo l'esibizione del 1943 di edifici brasiliani, al Museo d'Arte Moderna di New York (MoMA). Le autorità conservatrici della chiesa di Minas Gerais rifiutarono di consacrare la chiesa fino al 1959, in parte per la sua forma non ortodossa, in parte per la pittura murale dell'altare, dipinta da Candido Portinari. Il murale dipingeva Cristo come il salvatore di matti, poveri ed eretici.
Pampulha, diceva Niemeyer, gli ha offerto "l'opportunità di combattere la monotonia dell'architettura contemporanea, l'ondata del mal interpretato funzionalismo ivi nascosto, e i dogmi di forma e funzione che emersero, contrastando la libertà plastica che il cemento armato introduceva. Era attratto dalle curve - le liberate, sensuali curve suggerite dalle possibilità di nuove tecnologie ancora spesso richiamate in venerabili vecchie chiese barocche […] Io sto deliberatamente ignorando la giusta angolazione dell'architettura razionalista disegnata con riga e squadra a favore dell'audace entrata in campo di curve e linee rette offerte dal cemento armato." Questa deliberata protesta partì dall'ambiente nel quale viveva, con le sue bianche spiagge, le sue imponenti montagne, le vecchie chiese barocche e le bellissime donne abbronzate.

### Gli anni 1940 e 1950

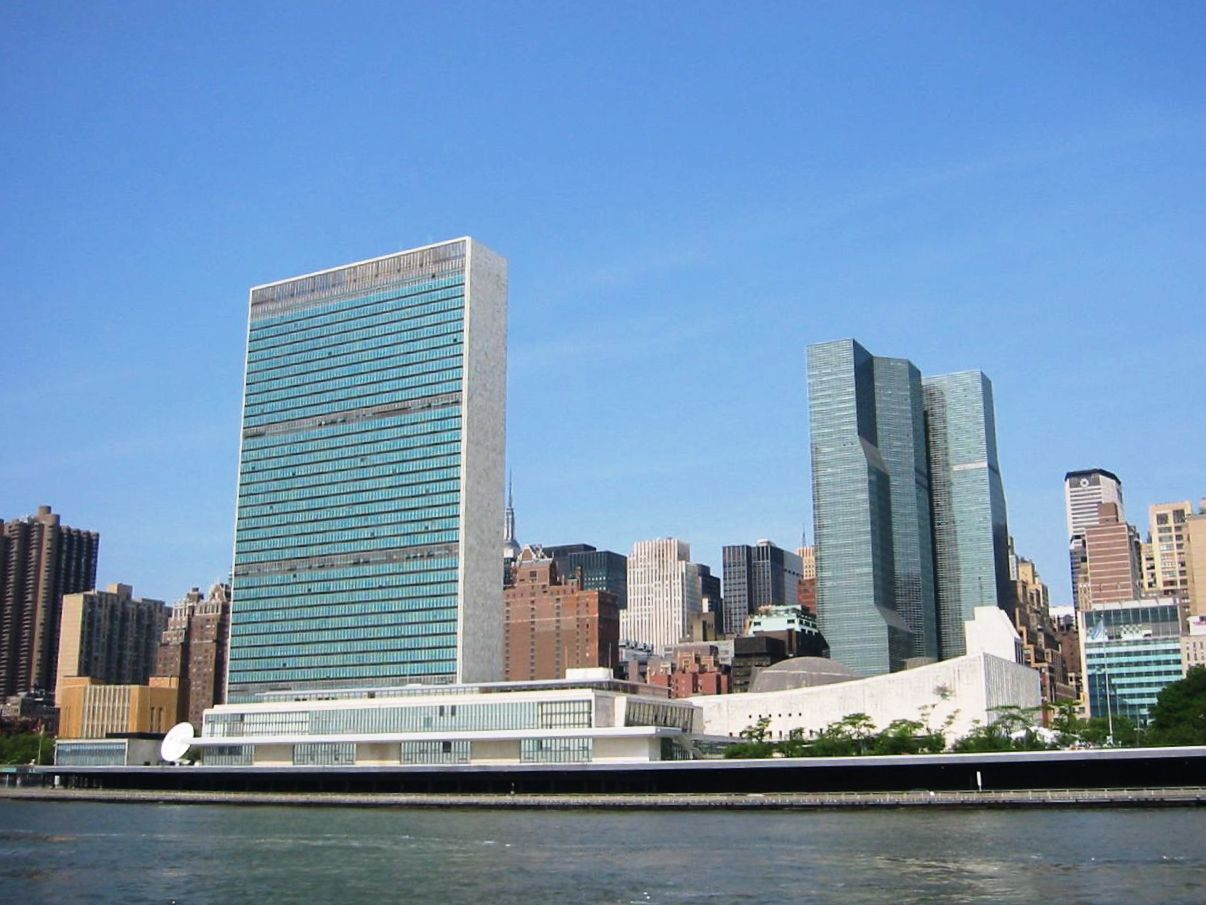
La sede centrale delle Nazioni Unite a New York

Nel 1947, la visione mondiale di Niemeyer fu confermata, quando viaggiò verso gli Stati Uniti per far parte del team internazionale che avrebbe lavorato sul progetto del quartier generale delle Nazioni Unite a New York. Lo 'schema 32' di Niemeyer fu approvato dal comitato per il progetto The Board of Design, ma fu incalzato dalla pressione di Le Corbusier, e insieme proposero il progetto 23/32 (sviluppato con Bodiansky e Weissmann), che combinava elementi degli schemi di Niemeyer e Le Corbusier, ma era primariamente basata sullo schema di Niemeyer. Nonostante l'insistenza di Le Corbusier per rimanere coinvolto, il disegno concettuale per la sede (schema 23/32), approvato dal comitato, fu portato avanti dal direttore del piano, Wallace Harrison, e da Max Abramovitz, in una collaborazione successiva. Negli anni precedenti Niemeyer ricevette l'invito di insegnare alla Yale University; tuttavia, non gli fu concesso il visto d'ingresso. Nel 1950 un primo libro di suoi lavori fu pubblicato negli USA da Stamo Papadaki. Nel 1953, Niemeyer fu scelto per la posizione di rettore della Harvard Graduate School of Design, ma la sua appartenenza al partito comunista lo portò, per la seconda volta, a vedersi rifiutato il visto per l'entrata negli Stati Uniti.
In Brasile, ha progettato il Parco Ibirapuera, nella città di San Paolo, per la celebrazione del quattrocentesimo anniversario della città. Nel 1951, l'Edificio Copan (1953-66), e il Palazzo JK a Belo Horizonte (1951). Nel 1952-53 costruì la propria casa a Rio de Janeiro, la (Casa das Canoas), indubbiamente il suo capolavoro domestico, e nel 1954-60 gli appartamenti di lusso Niemeyer a Belo Horizonte.
Nel 1954-55 Niemeyer progettò il Museo di arte moderna di Caracas (MAM Caracas). Come da suo desiderio, il progetto prese una nuova direzione, avvicinandosi a quello che sarebbero stati di lì a poco gli edifici di governo di Brasilia.
Fu nella sua Casa das Canoas che un euforico presidente Juscelino Kubitschek visitò Niemeyer in una mattina del settembre del 1956, poco dopo essere stato eletto presidente del Brasile. Mentre guidava tornando dalla città il politico parlò all'architetto dei suoi più audaci progetti: «Sto per fare costruire una nuova capitale del paese e voglio che lei mi aiuti […] Oscar, questa volta costruiremo la capitale del Brasile.»

### Brasilia

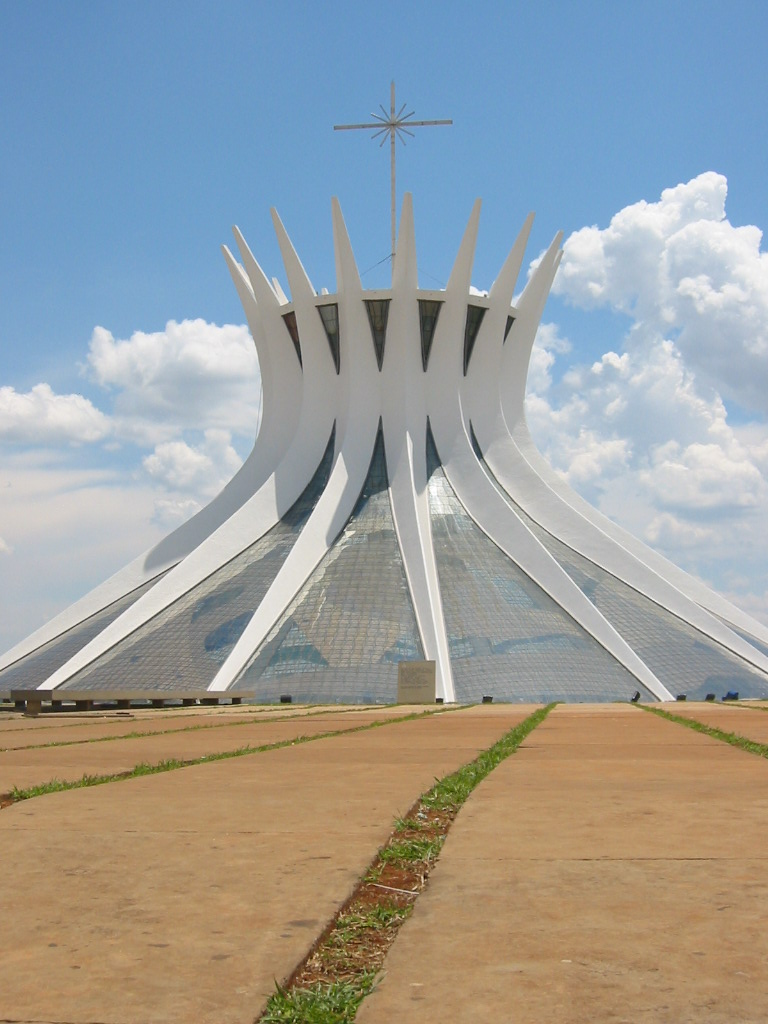
La cattedrale di Brasilia, una struttura iperboloide

Niemeyer organizzò una competizione per lo schema di progetto di Brasilia, la nuova capitale, e il vincitore del progetto fu il suo vecchio maestro e amico, Lúcio Costa. Niemeyer volle progettare gli edifici e Lucio la pianta della città.
Entro alcuni mesi, Niemeyer progettò un grande numero di edifici residenziali, commerciali e di governo. Tra loro c'era la residenza del presidente (Palácio da Alvorada), la casa dei deputati, il Congresso nazionale, la cattedrale (una struttura iperboloide), diversi ministeri, per non parlare degli edifici residenziali. Vista dall'alto la città può essere vista come elementi che ripetono se stessi in ogni edificio, che forma un'unità formale. La cattedrale di Brasilia è particolarmente bella, con diversi simbolismi moderni. La sua entrata è ampia e chiara, l'illuminazione dei corridoi contrasta con l'atrio, illuminato dalla luce naturale.
Dietro la costruzione di Brasilia c'è una monumentale campagna per costruire un'intera città nel desolato centro del paese, migliaia di chilometri da qualsiasi altra città maggiore. L'intuizione di Kubitschek era di stimolare l'industria nazionale, integrando aree del paese distanti, popolare regioni inospitali e portare il progresso a regioni ove only cattle ranching had a foothold (molti storici paragonano la costruzione di Brasilia alla colonizzazione americana del West). Niemeyer e Lúcio Costa usarono quest'intuizione per testare il nuovo concetto di piano pilota: strade senza transito (Niemeyer avrebbe detto che è irrispettoso verso l'uomo impiegare 20 minuti per spostarsi da una regione a un'altra). Gli edifici, sostenuti da colonne, avrebbero permesso di liberare lo spazio, permettendone la condivisione con la natura.

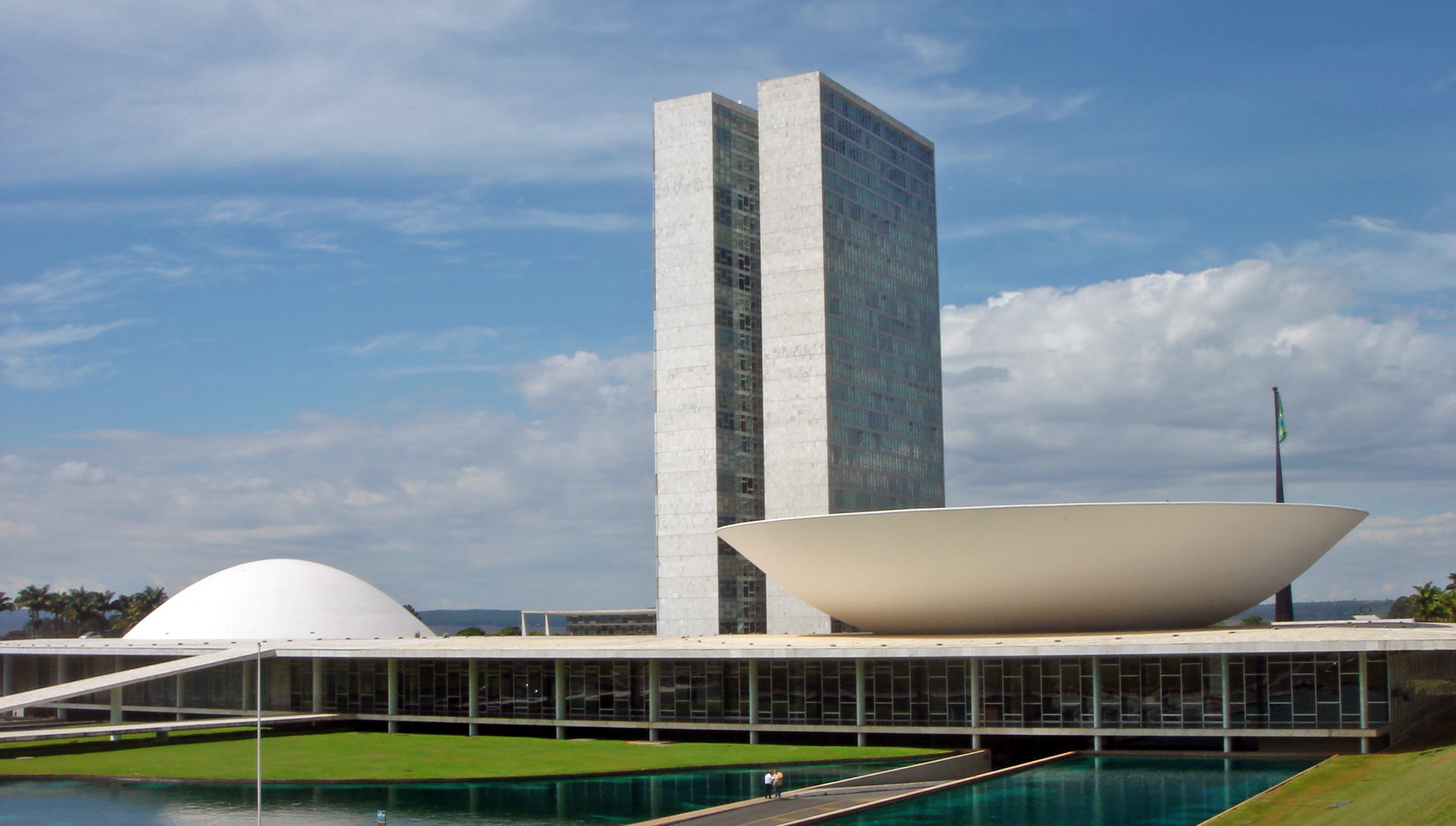
Il Congresso nazionale del Brasile, a Brasilia

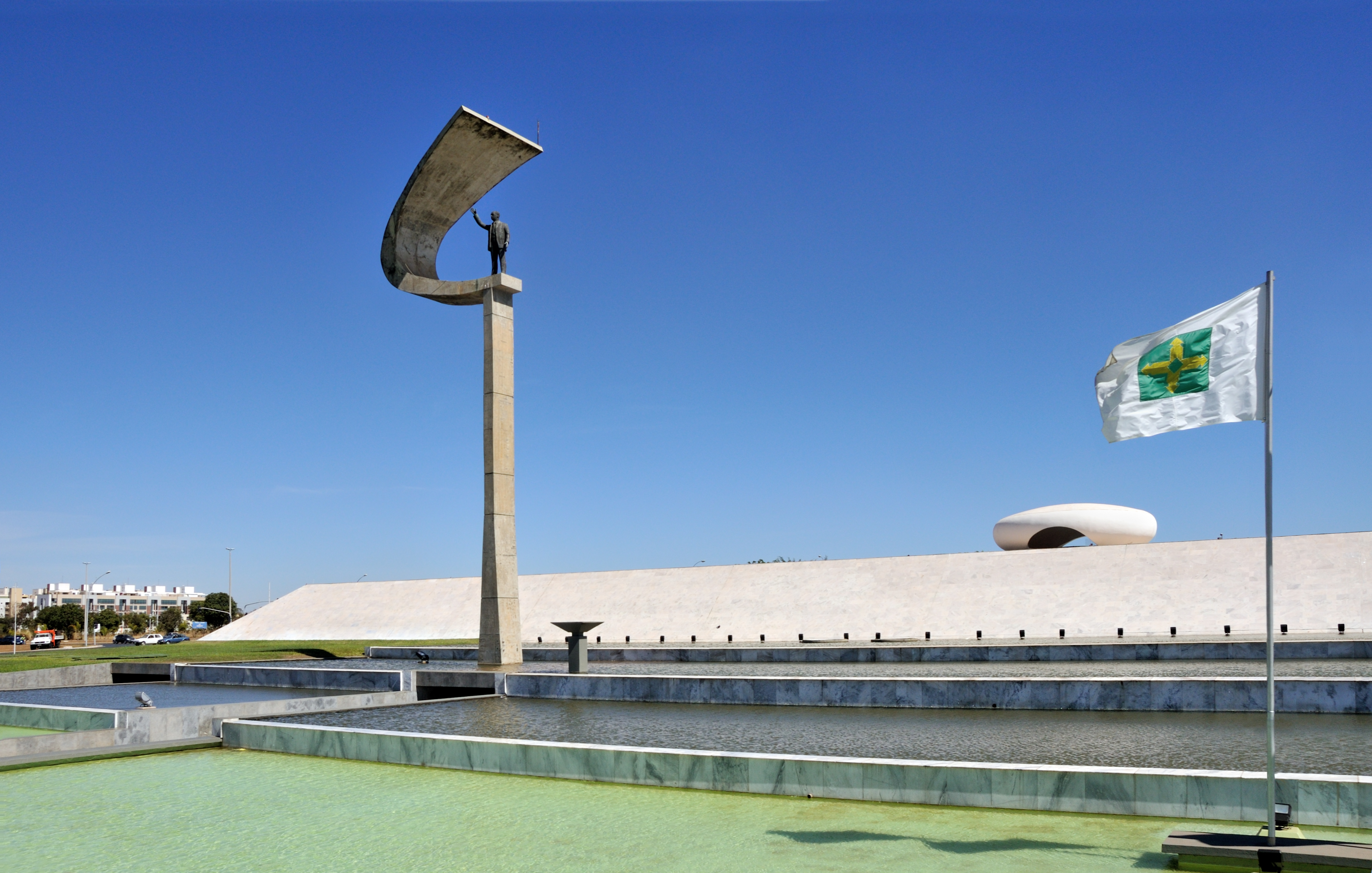
Il Memorial Juscelino Kubitschek a Brasilia

Il progetto era sorretto anche da un'ideologia socialista: a Brasilia tutti gli appartamenti sarebbero stati posseduti dal governo e affittati ai lavoratori. Brasilia non ha zone "migliori", cosicché i ministri e i comuni lavoratori devono condividere gli stessi edifici. In seguito, molti di questi concetti sono stati ignorati o cambiati da altri presidenti, portatori di visioni diverse. Brasilia fu progettata, costruita, e inaugurata entro 4 anni. Dopo di allora, Niemeyer fu nominato capo responsabile del collegio di architettura dell'Università di Brasilia. Nel 1963, divenne un membro onorario dell'American Institute of Architects negli Stati Uniti; lo stesso anno ricevette dall'Unione Sovietica il Premio Lenin per la pace.
Nel 1964, fu invitato in Israele da Abba Hushi, sindaco di Haifa, per pianificare il campus dell'Università di Haifa. Al suo ritorno in Brasile trovò un paese completamente diverso. In marzo, il presidente João Goulart, succeduto a Jânio Quadros nel 1961, fu rimosso con un colpo di Stato. Il generale Castelo Branco assunse il comando del paese, che sarebbe stato trasformato in una dittatura fino al 1985. Negli stessi anni, tra il 1962 e il 1967, ha progettato il complesso espositivo della Fiera internazionale Rashid Karame di Tripoli in Libano, dal 2023 riconosciuto come patrimonio dell'umanità dall'UNESCO.

### Esilio e progetti all'estero
La posizione di Niemeyer gli sarebbe costata molto durante il regime militare. Il suo studio fu oggetto di vandalismi, la sede della rivista che coordinava fu distrutta, i suoi progetti cominciarono misteriosamente a essere rifiutati e i clienti iniziarono a scomparire.
Nel 1965, duecento professori chiesero la sua riassegnazione all'Università di Brasilia, protestando contro il trattamento ricevuto dagli universitari dal governo. Nello stesso anno, viaggiò in Francia per una mostra al Museo del Louvre.
Negli anni seguenti, il suo lavoro fu ostacolato in Brasile, e Niemeyer si spostò a Parigi. Lì cominciò una nuova fase della sua vita e della sua carriera. Aprì uno studio sugli Champs-Élysées, clienti lo contattarono da diversi paesi, specie in Algeria dove, con altri, progettò l'Università di Costantina. A Parigi creò la sede del Partito Comunista Francese, la piazza dedicata al colonnello Fabien e, in Italia, la sede della casa editrice Mondadori a Segrate (1968), la sede della FATA (Fabbrica Automazione Trasporti e Affini) a Pianezza (1977-1979) e quella delle Cartiere Burgo a San Mauro Torinese (1977). A Funchal, capoluogo di Madera, un hotel del XIX secolo fu rimosso per costruire un casinò progettato da Niemeyer. Altri lavori salienti sono la moschea di Penang a George Town, capitale dello Stato di Penang, Malaysia negli anni settanta.

### Dagli anni 1980 in poi

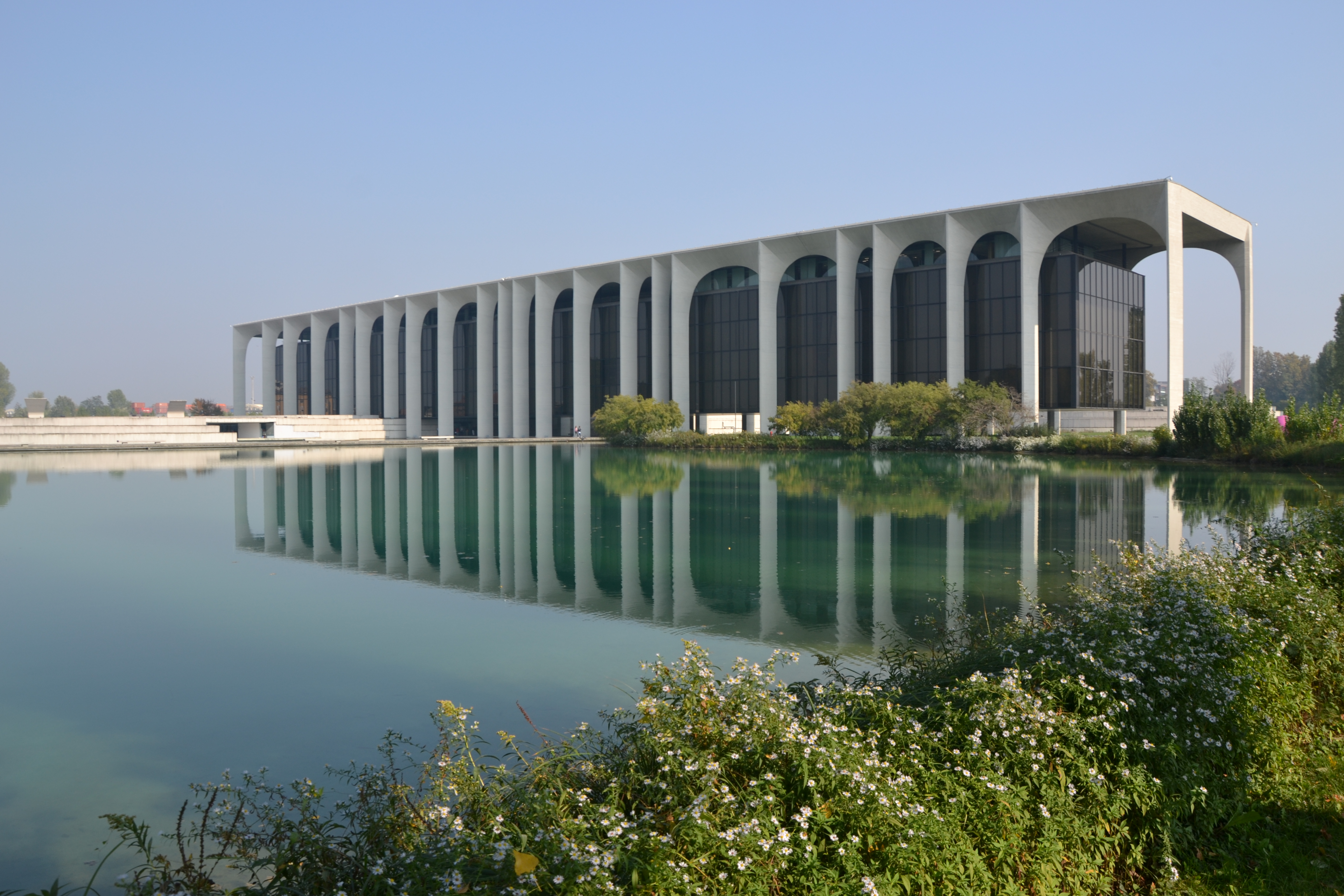
Sede della Mondadori Editrice (1967 - 1970), Segrate (Milano)

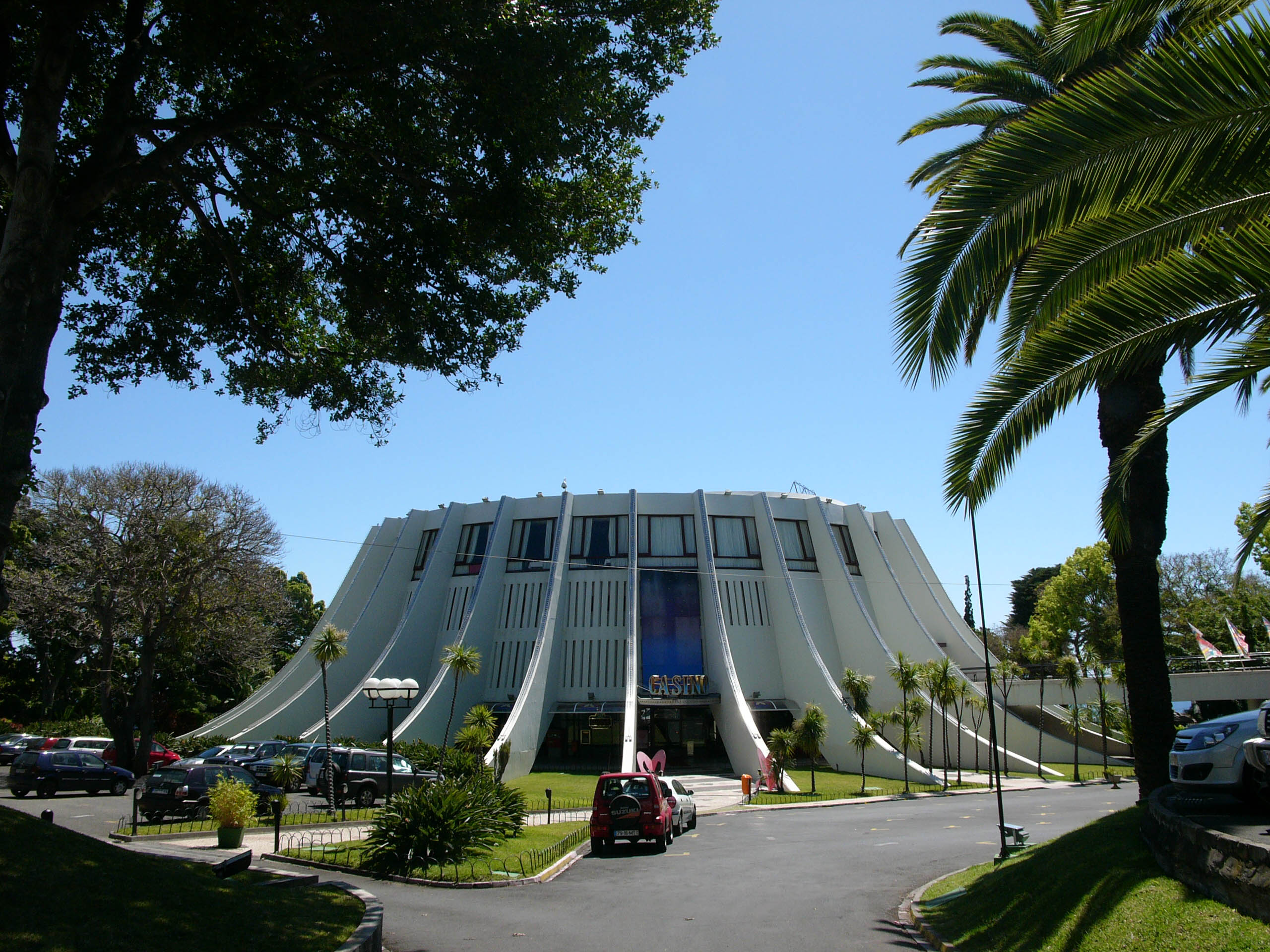
Casinò a Funchal, Madera, Portogallo

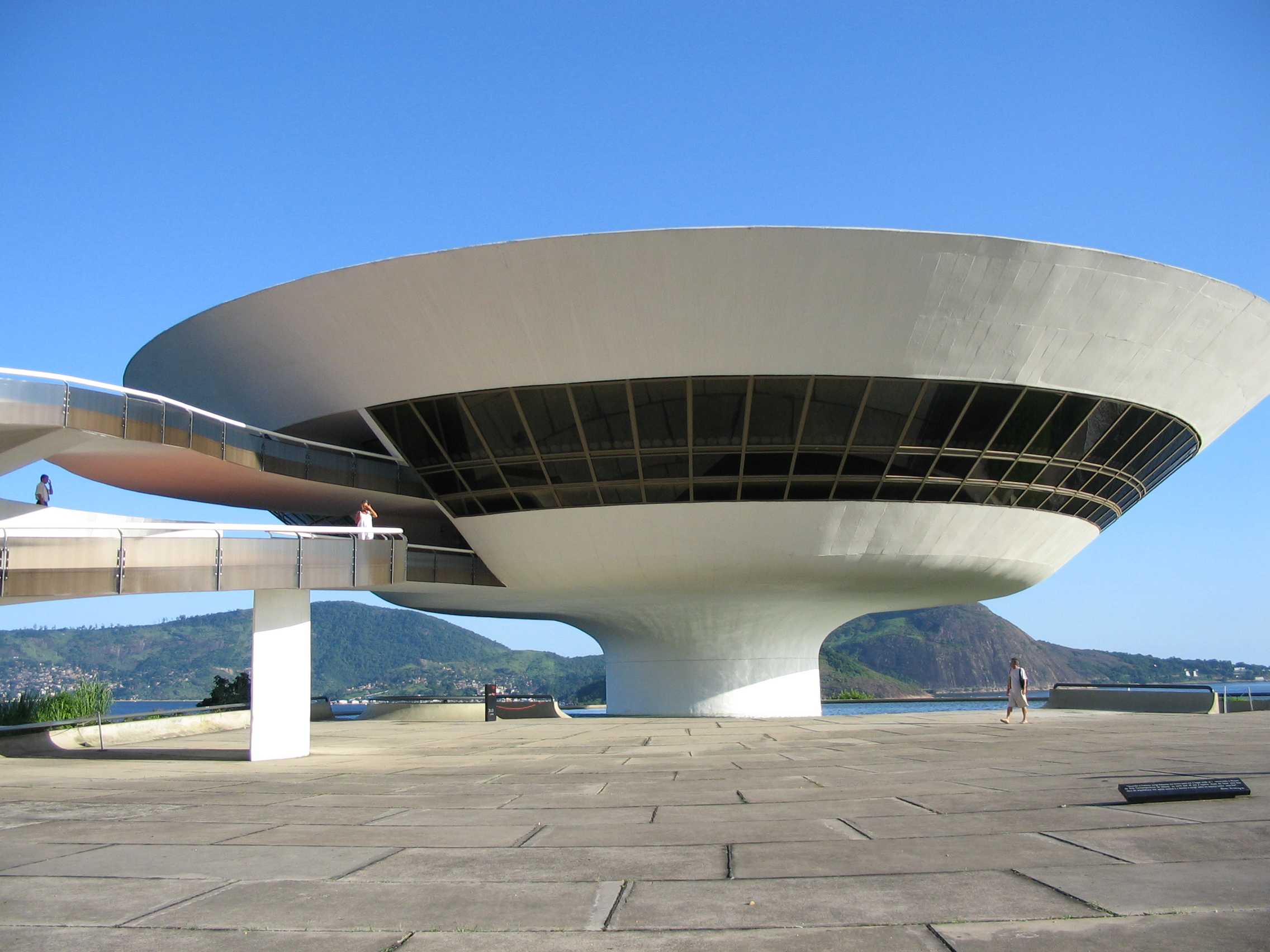
Il Museo di arte contemporanea di Niterói, Brasile

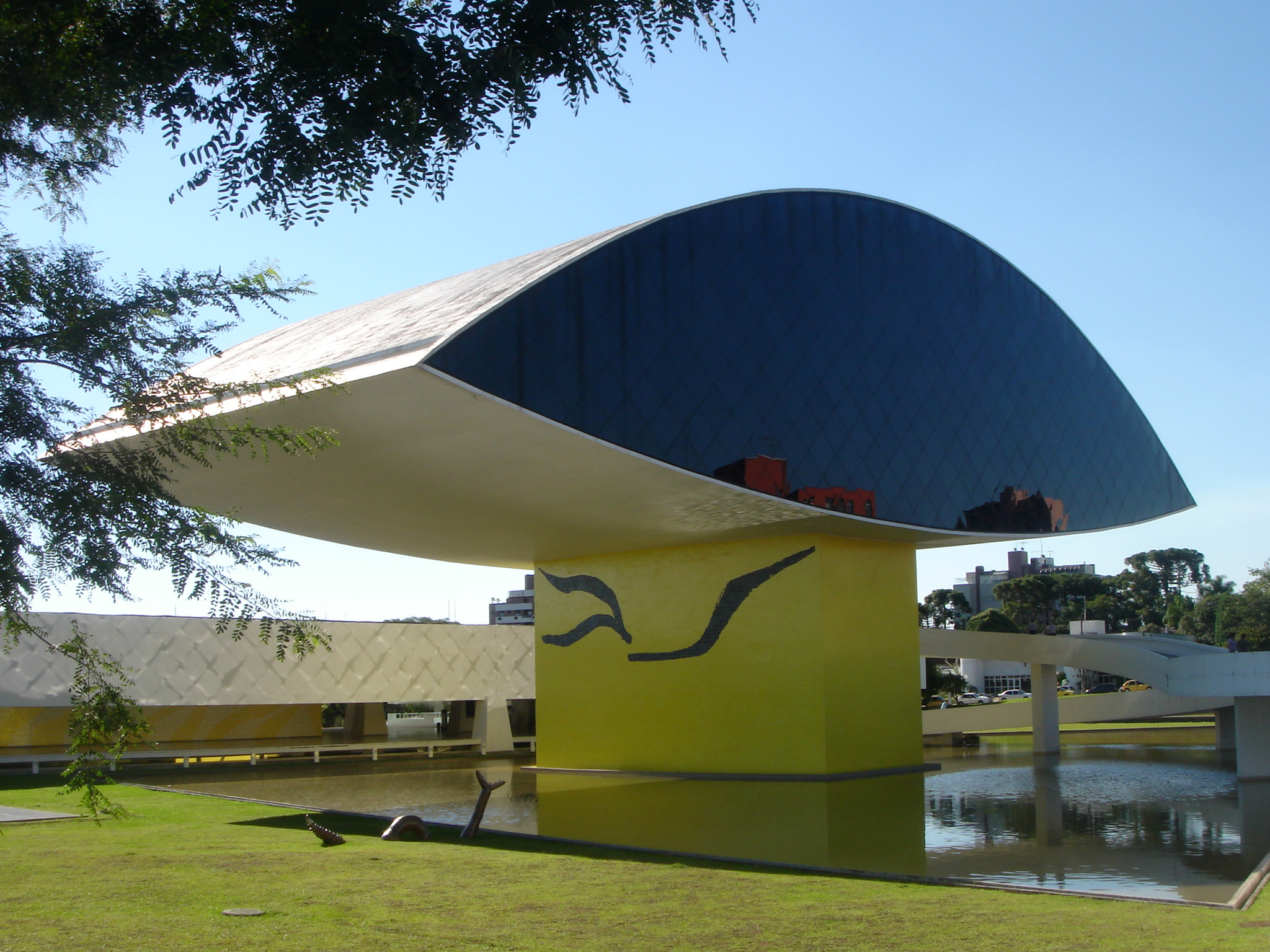
Museo di Oscar Niemeyer (NovoMuseu), Curitiba, Brasile

La dittatura durò 21 anni, fino al 1985. Sotto le regole di João Figueiredo fu addolcita e gradualmente trasformata in una democrazia. Fu allora che Niemeyer decise di ritornare nel suo paese. Ha definito se stesso come un principiante dell'ultima fase della vita. Durante questo decennio costruì il Memoriale Juscelino Kubitschek
(1980), il Pantheon (1985) e il Latin America Memorial (1987), quest'ultima una bellissima scultura raffigurante una mano di Gesù ferita, e la ferita modellata quasi a rappresentare l'America Centrale e il Sudamerica.
Nel 1988 Oscar Niemeyer fu insignito del Premio Pritzker per l'architettura, assieme all'architetto americano Gordon Bunshaft.
Ha progettato almeno altri due edifici a Brasilia, il più piccolo, il Memoriale per le popolazioni indigene e la cattedrale militare Igreja de N.S. da Paz.
Nel 1996, all'età di 89 anni creò quello che molti considerano il suo miglior lavoro: il Museo d'arte contemporanea di Niterói (nell'omonima città, una città vicina a Rio de Janeiro). L'edificio poggia su una roccia, offrendo una bellissima vista della Baia di Guanabara e della città di Rio de Janeiro. Critici del museo affermano che l'edificio è così esotico da porsi all'attenzione più delle opere d'arte che ospita all'interno.
Nel 2003, Niemeyer fu chiamato a progettare la Galleria Serpentine, padiglione estivo all'Hyde Park di Londra, una galleria che ogni anno invita famosi architetti che non hanno mai costruito nel Regno Unito, per progettare una struttura temporanea.
Il 10 dicembre 2004, un progetto di Niemeyer per la tomba del comunista Carlos Marighella, a Salvador de Bahia nel nord est del Brasile, fu inaugurata nella commemorazione del 35º anniversario della sua morte.
Nel 2005, uno dei suoi progetti intitolato "Estaçāo, ciência, cultura e artes" fu approvato e costruito a João Pessoa, il punto più a est delle Americhe, a 34° 47' 38" longitudine ovest e 7° 9' 28" latitudine sud.
Il 15 dicembre 2006, circa 50 anni dopo la sua costruzione, Brasilia ottiene un altro paio di edifici di Niemeyer, il museo nazionale e la biblioteca nazionale. L'inaugurazione coincise con il 99º anniversario della sua nascita. Entrambi gli edifici si trovano nell'"Esplanada dos Ministérios", e fanno parte del complesso culturale repubblicano, vicino alla Cattedrale.
Niemeyer a oltre 100 anni è ancora coinvolto in diversi progetti, principalmente sculture e riaggiustamenti di suoi vecchi lavori, che, protetti da regolamenti nazionali, e in alcuni casi internazionali, per la protezione del patrimonio storico, possono essere modificati solo dall'autore. I suoi ultimi progetti sono una statua raffigurante una tigre con la bocca aperta e un uomo in combattimento che solleva la bandiera cubana contro il blocco da parte degli Stati Uniti.
Il 15 dicembre 2007, in occasione del centesimo compleanno di Niemeyer, al Palazzo Reale di Napoli si è celebrato l'evento con una mostra ("Oscar Niemeyer. Architettura, città e paesaggio") sull'opera dell'architetto, con un'esposizione di fotografie scattate dall'artista brasiliano Salvino Campos.
Nel 2009 viene completata la costruzione dell'Auditorium di Ravello (SA), a lui intitolato.
In Spagna gli è stato intitolato il Centro Culturale Internazionale Oscar Niemeyer, da lui stesso progettato e inaugurato nel 2011.
Il 2 novembre 2012 viene ricoverato all'ospedale samaritano di Rio de Janeiro, dove si spegne il mercoledi 5 dicembre, appena dieci giorni prima del suo 105º compleanno.

## Nella cultura di massa
Oscar Niemeyer e i suoi contributi alla costruzione della città di Brasilia sono ritratti e trasformati in parodia nel film francese del 1964 L'uomo di Rio, a cui partecipò l'attore Jean-Paul Belmondo.